# Lista de consortes reais dos Países Baixos
Consorte real é o cônjuge do monarca reinante. Consortes dos monarcas dos Países Baixos não tem nenhum status constitucional ou poder, porém muitos tiveram grande influência sobre seus parceiros.

## Consortes da Holanda
| Nome                                                             | Retrato | Nascimento                                                                      | Monarca                              | Morte                        |
| ---------------------------------------------------------------- | ------- | ------------------------------------------------------------------------------- | ------------------------------------ | ---------------------------- |
| Hortênsia de Beauharnais 5 de junho de 1806 – 1 de julho de 1810 |         | 10 de abril de 1783 filha de Alexandre de Beauharnais e Josefina de Beauharnais | Luís I 4 de janeiro de 1802 3 filhos | 5 de outubro de 1837 54 anos |

## Consortes dos Países Baixos
| Nome                                                                          | Retrato | Nascimento | Monarca                                             | Morte                          |
| ----------------------------------------------------------------------------- | ------- | --- | --------------------------------------------------- | ------------------------------ |
| Guilhermina da Prússia 16 de março de 1815 – 12 de outubro de 1837            |         | 18 de novembro de 1774 filha de Frederico Guilherme II da Prússia e Frederica Luísa de Hesse-Darmstadt                     | Guilherme I 1 de outubro de 1791 4 filhos           | 12 de outubro de 1837 62 anos  |
| Ana Pavlovna da Rússia 7 de outubro de 1840 – 7 de março de 1849              |         | 18 de janeiro de 1795 filha de Paulo I da Rússia e Sofia Doroteia de Württemberg                                           | Guilherme II 21 de fevereiro de 1816 5 filhos       | 1 de março de 1865 70 anos     |
| Sofia de Württemberg 7 de março de 1849 – 3 de junho de 1877                  |         | 17 de junho de 1818 filha de Guilherme I de Württemberg e Catarina Pavlovna da Rússia                                      | Guilherme III 18 de junho de 1839 4 filhos          | 3 de junho de 1877 58 anos     |
| Ema de Waldeck e Pyrmont 7 de janeiro de 1879 – 23 de novembro de 1890        |         | 2 de agosto de 1858 filha de Jorge Vítor, Príncipe de Waldeck e Pyrmont e Helena de Nassau                                 | Guilherme III 7 de janeiro de 1879 1 filha          | 20 de março de 1934 75 anos    |
| Henrique de Mecklemburgo-Schwerin 7 de fevereiro de 1901 – 3 de julho de 1934 |         | 19 de abril de 1876 filho de Frederico Francisco II, Grão-Duque de Mecklemburgo-Schwerin e Maria de Schwarzburg-Rudolstadt | Guilhermina 7 de fevereiro de 1901 1 filha          | 3 de julho de 1934 58 anos     |
| Bernardo de Lippe-Biesterfeld 6 de setembro de 1948 – 30 de abril de 1980     |         | 29 de junho de 1911 filho de Bernardo de Lipa e Armgard von Cramm                                                          | Juliana 8 de setembro de 1936 4 filhas              | 11 de dezembro de 2004 93 anos |
| Claus von Amsberg 30 de abril de 1980 – 6 de outubro de 2002                  |         | 6 de setembro de 1926 filho de Claus Felix von Amsberg e Gösta von dem Bussche-Haddenhausen                                | Beatriz 10 de março de 1966 3 filhos                | 6 de outubro de 2002 76 anos   |
| Máxima Zorreguieta 30 de abril de 2013 – presente                             |         | 17 de maio de 1971 filha de Jorge Zorreguieta e María del Carmen Cerruti                                                   | Guilherme Alexandre 2 de fevereiro de 2002 3 filhas |                                |